# Ainaro (stad)
Ainaro is de hoofdplaats van het Oost-Timorese district Ainaro. Ainaro telt 3.085 inwoners (2006).
In de periode rond de onafhankelijkheid van Oost-Timor werd de plaats grotendeels verwoest.